# PlayStation Eye
La PlayStation Eye (registrata con il marchio PLAYSTATION Eye e spesso abbreviata con la sigla PSEye) è una fotocamera digitale per PlayStation 3, successore della EyeToy per PlayStation 2. La periferica è stata lanciata in bundle col gioco The Eye of Judgment negli Stati Uniti il 23 ottobre 2007, in Giappone ed Australia il 25 ottobre 2007, infine in Europa il 26 ottobre 2007.

## Caratteristiche tecniche
Utilizza una risoluzione di 640×480 pixel a 60 Hz, oppure 320×240 pixel a 120 Hz. Nello specifico le caratteristiche differenti rispetto al modello precedente sono:
- Microfono multidirezionale per capacità elevate di rilevamento della voce;
- Riduzione dei rumori di fondo per un più accurato riconoscimento vocale;
- Velocità di fotogramma superiore per una migliore qualità video;
- Lente zoom regolabile per maggiore versatilità.

È indispensabile per giocare con i giochi che richiedono la presenza del nuovo motion controller Sony PlayStation Move, ed ha il compito di trasmettere le informazioni alla PS3 con riferimento ai movimenti del controller.

## Driver per PC
Sono disponibili dei driver non ufficiali per utilizzare la PlayStation Eye come una normale webcam su PC, esistono driver per piattaforma Windows, macOS e Linux (predefinito nel kernel). Essendo dei driver amatoriali, non viene garantito il perfetto funzionamento della periferica.

## Giochi supportati
- Aquatopia
- Burnout Paradise
- EyePet
- Gran Turismo 5
- Mesmerize
- Operation Creature Feature
- Tori-Emaki
- The Eye of Judgment
- LittleBigPlanet
- Buzz! Quiz TV
- Buzz! Un mondo di quiz
- Kung-Fu Live
- SingStar
- Il libro degli incantesimi
- Need for Speed: Most Wanted